# Gorno Strogomište
Gorno Strogomište (makedonska: Горно Строгомиште) är en ort i Nordmakedonien. Den ligger i kommunen Kičevo, i den västra delen av landet, 60 kilometer sydväst om huvudstaden Skopje. Gorno Strogomište ligger 731 meter över havet och antalet invånare är 915.